# 小出真保
こいでまほ（こいで まほ、2月24日 - ）は、日本のお笑い芸人、タレント、女優、ナレーター、マッチングアプリジャーナリスト、コラムニストである。
長野県上田市出身。太田プロダクション所属。特徴、丸めの顔と小柄で童顔。身長152cm。愛称は、でーこい、まほちゃん、ぽま。

## 略歴
- 1982年、長野県生まれ。三姉妹の次女。
- 中学時代は吹奏楽部でフルートを吹いていた[1]。
- 中学時代、KinKi Kidsの堂本剛のファンだった[2]。ファンクラブにも入っていた。
- 高校はミッションスクール長野清泉女学院高等学校[3]。高校生時代から文化祭で漫才を披露していた。この頃から芸人を志している。高校卒業後上京、大東文化大学に進学し、同大学を卒業。大学生時代は放送研究会に入っていた[4]。
- 高校時代から芸人を志したものの 最初は演技をやっていた。太田プロの俳優ワークショップを受けたが落選。ショックを受けるが役者はやめて 原点に戻りお笑いをやろうともう一度太田プロにメールを送ったところ「芸人なら来ていいよ。」と言われ やっぱりそうだ！わたしはお笑いだ！というリベンジの気持ちで太田プロに入った[5]。
- 2005年1月、麦芽を結成。2013年からピンで活動。もともとコンビ芸に憧れコンビで活動していたが2012年12月で解散を発表。小出が先にモノマネで世に出たことが理由ではなくぎりぎりまでコンビを希望したがこれ以上は結果が出ないとさらなる飛躍のためピンになることを決意。鈴木は8歳も離れたお姉さんだったが気を使うことなく仲が悪いわけではなかった[6]。
- 『とんねるずのみなさんのおかげでした』のコーナー、「博士と助手〜細かすぎて伝わらないモノマネ選手権〜」では第10回（2007年10月4日）で、『王様のブランチ』での優香のものまねを披露し、関根勤らから好評を得て決勝戦まで進出、『見たい』賞（従来は存在しない事実上の『特別賞』）に選ばれた[7]。ファイナルとなった第23回（2017年12月21日）では、元々ピンでやっていた『ザ・ノンフィクション』のネタでチャンス大城 を小出が誘い優勝に選ばれた。また2人とも本家に呼ばれナレーションを務めている[8]（これがきっかけで、ナレーションの仕事もするようになった）。
- 2018年の歌ネタ王決定戦で準決勝まで進出[9]。
- ザ・ノンフィクションのナレーターはその後も何回かつとめ、それがきっかけでテレビ朝日『アメトーーク!』にて『ザ・ノンフィクション大好き芸人』の企画が実現してこれに出演。オープニングのパロディナレーションも担当し、チャンス大城からドッキリで告白されるも断り、番組を締めた[10][11]。この告白により チャンス大城とたまにやるユニットは今後保留ということになった。
- 2020年のコロナ禍から、マッチングアプリにハマり一気に13社インストール、100人以上とデートしたことから、マッチングアプリの傾向と対策、あるあるがわかるようになり、マッチングアプリジャーナリストという副業を作った。現在、自身の体験をふまえてコラムを連載中。フジテレビホンマでっか!?TVにて『恋愛下手すぎ女子』の回にも呼ばれている。地元の婚活イベントに呼ばれ、マッチングアプリを楽しむ秘訣などトークショーもおこなっている。
- 2024年4月から、ひらがな表記の「こいでまほ」に改名した。理由は、三姉妹の名前が似すぎていて迷惑をかけるかもしれないのと、たまに妹の名前になっていたりするから。姓名判断は凶から大凶になったが、芸能の仕事だと良いとのこと。

## 人物

### お笑い関係
- 当時芸歴二年目で『とんねるずのみなさんのおかげでした』（フジテレビ）のコーナー「博士と助手〜細かすぎて伝わらないモノマネ選手権〜」に出演し、優香のモノマネでデビュー。審査員から絶賛され特別賞（見たい賞）が創設された。二回特別賞を受賞。優香の物真似をする際には、背筋を張って両肩を後ろに引き、小動物的な笑い方でややタメ口で、時に無邪気なボディータッチなどを入れながら、といったスタイルで演じている[12]。11回大会からこれまで物真似レパートリーにはこの他、小林麻耶、泉ピン子、上野樹里、ベッキー、aiko、AI、水川あさみ、コラボ祭りでは桃井かおり、白木葉子（『あしたのジョー』より）など新ネタを毎回出している。女性芸人 可愛いモノマネの先駆け的存在でもある。そしてファイナルの23回大会で初優勝をし有終の美を飾った。周りの芸人いわく いつかわたしは優勝して細かすぎてを去るんだ！と発言していたとのこと。
- ものまねレパートリーのほぼ全員に許可をもらっている。歌手のAIの母親とFacebookで友達になるなど、悪意があると言われるものまねネタのわりには本人に喜んでもらえている[13]。
- 10代の頃から立川談志が好きで、人柄に惹かれていたことがあった[14]。
- 『めちゃ×2イケてるッ!』（フジテレビ）にて痔であることを公表した。女性は小出1人だった[15]。
- 目標は『寅さんのような人間になること』[16]。

### 趣味・資格
- 英語検定準2級、フランス語検定4級の資格を所持（フランス語は『タンタンの冒険旅行』を原文で読みたくて猛勉強したという[4]）。イギリスにホームステイにしていたこともあった[17]。他、資格はYAMAHAピアノグレード試験8級と、パンが好きなため2013年夏にパンシェルジュ検定3級を取った[18]。
- 2018年9月、日本健康マスター検定の1番難しいエキスパートコースに合格[19]。
- ピアノを10年やっており、中学生時代は吹奏楽部でフルートを演奏していた[20]。歌もうまく音楽好き。2009年にCDデビューをしている。小学校から文系の部活しかしておらず文系が大好きである。大学でも放送研究会に所属していた[21]。また2012年、2015年には渋谷でDJも行っている[22][23]。

### 嗜好
- 尊敬する芸人はボキャブラ世代の芸人で爆笑問題、海砂利水魚(現在くりぃむしちゅー)、フォークダンスDE成子坂。フォークダンスDE成子坂は小出曰く「衝撃受けた」と言う存在でファンクラブにも入っており[24]、海砂利水魚のラジオイベントなどに参加していた[25]。
- お笑い好きになったきっかけは5歳離れた姉が、『夢で逢えたら』（フジテレビ）などを小学生の頃から見せてくれていて当時から深夜番組などが大好きなテレビっ子でもあったという。
- 子供の頃はお笑いは好きではあったが、最初に芸能界に入ろうと思ったきっかけはアニメだったことから声優になりたいと思ったり、また、作品で人を感動させることが素晴らしいと感じエッセイを書く人になりたいと思ったりしていたが、芸人になれば全てできると思い芸の道に決断した。最近はナレーションの仕事をしており、声の仕事もしたり、コラムも執筆している。[26]。
- 漫画が大好きで藤子不二雄作品をこよなく愛している。人生で初めて性的興奮を覚えたのが『忍者ハットリくん』。また梶原一騎作品も大好きであり、『あしたのジョー』ファンとしてテレビ出演したり（あしたのジョー芸人を名乗りギャル達にあしたのジョー講座をしたことがあるなど）、『あしたのジョー芸人トークライブ』にも出演したことがある[27]。そして、漫画やアニメのフィギュア収集も趣味[28]。
- 『グランドセフトオート』の大ファン[29]。全シリーズプレイしている。Red Dead Redemptionは達成率99.2%。100%にすると終わってしまうから止めている。Xboxの番組に準レギュラーで出演していた。他、ゲームは、『ドラゴンクエスト』、『ぼくのなつやすみ』[30]、『みんなのゴルフ』、『かまいたちの夜』[31]の大ファン。LINEゲームもやり込んでおり、『ラインレンジャー』、『ブラウンファーム』を空いてる時間があればやっている[32][33]。
- 二郎系ラーメン好きで[34]、ラーメン二郎好きな芸人でイベントにも呼ばれたことがある。
- 犬嫌いで、小学生のときに犬に追いかけられていたことがきっかけだったという（しかし、麦芽での元相方の鈴木は11歳のときから犬を飼い続けているほどの犬好きである）[35]。近年は、姪が柴犬を飼ったことから、犬に慣れて克服した[36]。
- タロット占いができる。見た人の結婚のタイミング、相手をピタリと当てたことがある。

#### ラジオ好き
- 根っからのラジオ好きで、小学校の頃からハガキを送っていた。小出の地元・FM長野で放送されていた『日髙のり子のサタデーときめきステーション』、その後同じFM長野の『井手えりのGIRIGIRIウィークエンド』を聴いていて「このFM長野の2大番組が原点。」と話している[37][37][38]その後、高校時代は『UP'S〜Ultra Performer'S radio〜』（TBSラジオ）、『宮川賢の誰なんだお前は?!』（TBSラジオ）『オールナイトニッポン』（ニッポン放送）などのAMラジオに没頭し、AMラジオでのネタ番組のハガキ職人の高レベルさに驚愕したという[37]。自分でハガキ職人もしていたことがあり[39]、よく使っていたラジオネームは「なるこ」（ファンだったフォークダンスDE成子坂に由来）と「しみ人間」（童貞ネタの時によく使っていた）[37]。そしてTBSラジオ「JUNK」ファン[40]で、そのJUNKにも出演経験あり。友達がほぼいない時期もあり、その時も深夜ラジオばかり聴いていた[41]。また、伊集院光は、小出のことをTwitterでリスナーにラジオの才能があるとコメントした。
- ラジオ好きを理由にひとりでパーソナリティをしハガキ職人からネタを集めるイベント『中二ingラジオ 小出真保の まほ〜をぶっかけてあ・げ・る★』を、2012年3月17日（第一回）に阿佐ヶ谷ロフトA（杉並区）にて行った[42]。
- 地元長野県でレギュラー放送のラジオでは不定期に作・演出をしたラジオドラマを披露しており、700人集まるイベントでラジオドラマを披露したこともある[43]。

### その他
- そこまでブスでもなく でも可愛いとは言えない「ブサかわいい」というジャンルを作った女芸人と言われている[44]。
- 広島の被爆三世であることを明かしている[45]。
- 東京ドームでグッズの売り子のアルバイト経験あり。
- 有吉弘行のラジオでリスナーからの下ネタメールにノリノリで答えていたら「ブスの下ネタご勘弁」というキャッチコピーがつきいじられた[46]。
- 『もしも』（フジテレビ）というドキュメント番組で石油禁止生活を2週間行い、これについて本人は「ショックでハゲた。」と話していた[47]。最終日は号泣している[48]。なお、ブログは過去2回炎上している[49]。
- 地元長野県で2009年から春または夏の特番(旅番組)をメインで務めている。地元愛も強く長野県出身の芸人達で番組を作りたいと語っている。
- 小出が主催するライブ『小出お笑いサークル』を1〜2か月に1回のペースで定期的に行っている。
- 芸能人女子フットサルチーム「YOTSUYA CLOVERS」に所属（背番号は『8』）していたが、2006年12月29日のファンイベントをもって退団した。
- 細かすぎて伝わらないモノマネ選手権でaikoのモノマネをした際に、ストッキングがやぶれパンツが丸見えになるパプニングを起こした[50]。
- 2015年5月から芸人女子軟式野球部『ミラクルキッシーズ』でも活動。このチームでキャプテンを務める関谷友美（元コブラナッツ）に誘われて加入した[51]。このチーム名の名付け親は小出である[52]。運動神経がなく幽霊部員と化している[53]。
- サークルKサンクスと『echoes』（FM長野）とのコラボ企画で、「7種のはじける太陽　ビビンバ丼」をプロデュースし、長野県内のサークルKサンクスで2013年の夏季限定で販売を行った[54]。2015年の第2弾では小出がネーミングを担当している。
- マッチングアプリにハマったきっかけで、マッチングアプリジャーナリストになりコンサルできるようになったことで芸能人もマッチングアプリに登録させ結婚させている。

## 芸風 ものまねレパートリー
主にモノマネだがライブではコントや漫談もする。
「キューティーまほちゃん」などのキャラクターに扮しての漫談や、青い鳥に話しかけるストレス発散コントもある。
また実体験をコントにしたり自分が思う事をつらつら話す漫談もある。
（公式プロフィール などより）
フルートをネタに使うこともある。
- ザ・ノンフィクションに出てくる主婦、娘、地下アイドル[注釈 1]
- 優香
- 泉ピン子
- 石原さとみ
- 上戸彩
- 高橋尚子
- 石田ゆり子
- 小林麻耶（國光麻耶）
- 松坂慶子
- 本田望結
- 篠田麻里子
- ベッキー
- 大竹しのぶ
- 上野樹里
- aiko
- 伊藤沙莉
- 水川あさみ(美人につりあわない水川あさみの汚れた笑い方)
- AI
- 深田恭子
- 本田翼
- 須田亜香里(SKE48)
- 佐藤仁美
- 田中みな実
- アイドル時代の高橋由美子
- 梨泰院クラスチョ・イソ
- 愛の不時着ユン・セリ
- 大地真央
- 土屋太鳳(コンテンポラリーダンス)
- いきものがかり吉岡聖恵
- 吉行和子[57]
- 賀来千香子
- 河北麻友子
- 室井佑月
- 夏木マリ
- 渡辺麻友[58]
- 蟹江美貴[59]
- 小林聡美
- たかの友梨
- ウォーキング・デッドのウォーカー
- 世界名作劇場シリーズ 赤毛のアン、小公女セーラ、ロミオの青い空
- 藤子不二雄女性シリーズ（夢子ちゃん、つばめちゃん、パー子　etc）
- 赤阪尊子（フードファイター・女王赤阪）
- 若い頃の桃井かおり（映画『幸福の黄色いハンカチ』限定）
- 白木葉子（アニメあしたのジョー登場人物）

## 出演
麦芽2人での出演は、麦芽 (お笑い)#出演を参照。

### テレビ
- とんねるずのみなさんのおかげでした・博士と助手〜細かすぎて伝わらないモノマネ選手権〜（フジテレビ）
- とんねるずのみなさんのおかげでした・2億4千万のものまねメドレー選手権 （フジテレビ）2014年
- ザ・細かすぎて伝わらないモノマネ 2018年 2019年 2020年 2021年 2022年
- お試しかっ!（テレビ朝日）
- ラジかるッ（日本テレビ）
- ものまねバトル（日本テレビ）
- ものまねグランプリ（日本テレビ）2012年より、ものまね四姉妹を経て、ピンとしてレギュラー
- 女神のマルシェ（日本テレビ）
- 踊る!さんま御殿!!（日本テレビ）2008年、2011年、2023年6月13日
- クイズプレゼンバラエティー Qさま!!（テレビ朝日）
- 関根＆優香の笑う秋祭り2008（テレビ朝日）
- もしものシミュレーションバラエティー お試しかっ!（テレビ朝日）
- 東京アイドルサミット（テレビ朝日） - 2008年7月5日
- もしも3（フジテレビ） - 2008年7月6日、「もしも石油製品を禁止されたら」の被験者として
- おネエ★MANS（日本テレビ） - 2008年7月8日、同年7月22日〜8月5日
- 33分探偵（フジテレビ） - 第2話・2008年8月2日、「お家賃How much?」の司会役
- あらびき団（TBS） - 2008年8月27日
- お笑いメリーゴーランド （TBS） - 2008年10月16日（第2回）、神奈月、ミラクルひかる、森田拓馬、グラップラーたかしと一緒に「モノマネチーム」のメンバーで出演
- 空飛ぶ!爆チュー問題クリスマスライブ2008
- なべあちっ!　（フジテレビ）－2010年12月「とんねるずの細かすぎて伝わらない選手権DVD発売のため」
- 高校講座ベーシック10「英語」（NHK教育）シーズン3 -2011年4月4日 - 15日
- オトナの保健室（NHK教育）シーズン1　-2011年4月-
- NHK短歌de胸キュン（NHK教育）
- 知りたがり!（フジテレビ）-2012年9月28日　「シェアハウス潜入レポーター」
- ニンゲン観察バラエティ モニタリング（フジテレビ）-2012年12月　「ドッキリ仕掛け人」
- ライオンのごきげんよう（フジテレビ）-2013年3月6日、2013年6月17日　「月曜モノマネのコーナー」
- 激論!どっちマニア（テレビ朝日）- 2013年3月9日
- イカさま☆タコさま （TBS）- 2012年10月18日、2012年12月13日、2013年3月7日
- 森田一義アワー笑っていいとも!（フジテレビ）- 2013年11月8日
- 新春しゃべくり007（日本テレビ）  - 2015年1月1日
- おはスタ（テレビ東京）- 木曜日「おはスタポケモン部」レギュラー
- 誰だって波瀾爆笑（日本テレビ）- 2015年3月22日、小林麻耶の再現VTR出演[60]
- ZIP!（日本テレビ） - 2015年4月28日、2015年6月8日、2015年8月18日
- ゼロテレビ めちゃ×2タメしてるッ! - 2015年12月6日
- めちゃ×2イケてるッ!（フジテレビ） - 2016年2月6日
- お願い!ランキング ものまね優勝 (テレビ朝日)@ - 2017年2月28日
- オスカル!はなきんリサーチ (テレビ朝日)-2017.2018
- 有吉ベース（フジテレビONE）
- ゆうがたGet！ドッキど金（テレビ信州）-2017年10月20日<長野県ローカル>
- 良かれと思って! （フジテレビ）-2018年3月28日
- 関ジャニ∞クロニクル (フジテレビ) ‐2019年5月4日
- ホンマでっか!?TV (フジテレビ)
- 深田恭子役VTR出演 -2019年7月10日
- 恋愛下手すぎ女子 -2022年6月29日
- アメトーーク! (テレビ朝日)
- ザ・ノンフィクション大好き芸人 -2020年2月20日
- スナックバイト芸人 -2023年5月11日
- 千鳥のクセスゴ! （フジテレビ）-2023年6月11日

### テレビドラマ
- 野田ともうします。シーズン2（NHK）- 第12話 - 先輩の彼女役
- SAKURA〜事件を聞く女〜（TBS） - 第8話 - 鹿島陽子役 -2014年12月8日
- 土曜ワイド劇場 司法教官・穂高美子5（2016年10月29日、テレビ朝日） - 女F役
- コンフィデンスマンJP運勢編（2019年5月18日、フジテレビ）女囚役

### 配信ドラマ
- LISMOドラマ 続・言霊の女たち。（2011年6月、LISMO Channel）
- あなたに聴かせたい歌があるんだ 第6話（2022年5月20日、Hulu） - 焼今日子 役

### ラジオ
- 伊集院光 日曜日の秘密基地（TBSラジオ）
- JUNKアンタッチャブルのシカゴマンゴ（TBSラジオ）
- 有吉弘行のSUNDAY NIGHT DREAMER （JFNC）
- 夕やけ寺ちゃん 活動中（文化放送）- 2012年10月から2013年3月まで金曜日パートナー
- echoes（FM長野）- 2013年4月から2016年6月まで水曜日パーソナリティ
- SALUS all in one（FM Salus） - 木曜日パーソナリティー
- おはよう寺ちゃん presents 異次元電波クラブ（文化放送）
- 今夜はLuckyNight～赤プルマンデー～（LuckyFM茨城放送） - 2024年10月度マンスリーパートナー

### ナレーション
- ザ・ノンフィクション（フジテレビ）[56]
  - ママの仕事はショーダンサー （2018年5月6日）
  - 特別編 ～ママ、どうして死んじゃったの？ ママの仕事はショーダンサーのその後の物語～
  - 女32歳 きょうからプロレスラー ～父への告白～ （2019年12月1日）
- 首都圏いちオシ! わたしのいちオシ〜東京下町　(NHK総合テレビジョン)(2022年4月)
- 大泉物産展への道 発掘！究極の北海道食材（日本テレビ系列）（2020年2月22日）
- AGCそざいとつながるプロジェクト

YouTube CM
- 芸能人は通販で幸せになれる!? (日本テレビ系列) （2021年6月19日）
- Webcm 会社やめ鯛
- 有吉ベース（フジテレビONE）
- 女神のマルシェ（日本テレビ）の商品紹介のDVD
- アメトーーク!　40歳過ぎてバイトやめられない芸人（テレビ朝日）（2021年1月21日）

### Webアニメ
- お米戦隊マイマイマイ（2022年、石川）[61]

### CM出演
- クラシアン （2007年〜2010年）森末慎二と共演
- Chakra  （2010年）柳原可奈子と共演
- 東京サマーランド　（2011年）おかもとまり　鈴木奈都と共演
- 味の素鍋キューブ キムチ鍋編　（2014年）小泉今日子と共演
- JOYSOUND (2019年)